# Королевство Араукания и Патагония
Королевство Араука́ния и Патаго́ния (фр. Royaume d’Araucanie et de Patagonie; иногда называемое Новая Франция) — эфемерное государственное образование, провозглашённое в 1852 году французским адвокатом и авантюристом Орели Антуаном де Тунаном на юге Южной Америки (в восточной части Патагонии и Араукании). Хотя Антуан де Тунан и объявил о создании непризнанного государства, но реальным суверенитетом оно пользовалось лишь в течение небольшого периода времени благодаря союзам, заключённым с некоторыми лонко (вождями) преобладающего в этих местах индейского народа мапуче, на некоторых территориях Араукании, которые ныне входят в состав Чили. В это время местное индейское население было вовлечено в отчаянную вооружённую борьбу, чтобы сохранить свою независимость перед лицом враждебного военного и экономического вторжения (Завоевание пустыни, Умиротворение Араукании), совершённого правительствами Чили и Аргентины, которые стремились получить земли для увеличения своего сельскохозяйственного потенциала.
Во время посещения Араукании в 1853 году де Тунан выразил свою солидарность с борьбой народа мапуче, и группа лонко (верховных вождей племён мапуче) избрала его своим королём — будучи убеждёнными, что их борьба станет успешнее с участием европейца, который будет представлять их интересы и действовать от их имени. Королевство Араукания и Патагония было провозглашено Орели Антуаном де Тунаном 16 ноября 1853 года, вскоре была принята конституция страны, а 20 ноября было объявлено о «присоединении» Патагонии. Де Тунан после этого приступил к созданию правительства, объявил столицей страны город Перкенко, придумал трёхцветный флаг с синей, белой и зелёной полосами и даже отчеканил монеты страны с надписью Nouvelle France (Новая Франция).
Его усилия, направленные на международное признание государства мапуче, были сорваны чилийским и аргентинским правительствами, которые его арестовывали, заключали в тюрьму и несколько раз депортировали на родину. Предполагается, что именно провозглашение де Тунаном Королевства Араукания и Патагония привело к началу активной фазы чилийской кампании по оккупации Араукании. Президент Чили Хосе Хоакин Перес уполномочил Корнелио Сааведра Родригеса, главнокомандующего чилийскими войсками в арауканской кампании, захватить де Тунана. Де Тунан не получил дальнейшего наказания, так как считался сумасшедшим, и был помещён чилийскими и аргентинскими властями в сумасшедший дом в Чили. «Король» Орели-Антуан де Тунан умер в полной нищете во Франции в 1878 году после нескольких лет бесплодной борьбы за восстановление своей «законной» власти над «завоёванным» им королевством. Историки Саймон Колье и Уильям Сэйтер считают создание Королевства Араукания и Патагония «любопытным и полукомическим эпизодом».
Французский продавец шампанского Гюстав Лавард под впечатлением от этой истории решил предъявить свои права на вакантный трон после смерти де Тунана под именем Ахиллеса I. Он стал наследником «престола» де Тунана.
Потомки первого короля претендуют на «трон» Араукании и Патагонии по сей день. Современный преемник первого арауканского короля, принц Филипп, живёт во Франции и отказался от претензий своего предшественника на королевство, но хранит память об Орели-Антуане и оказывает постоянную поддержку сегодняшней борьбе индейцев мапуче за самоопределение. Он организовал чеканку серий памятных монет Королевства из мельхиора, серебра, золота и палладия с 1988 года. Впоследствии Филипп, он же Филипп Бойру, как говорят, всё же снова предъявил претензии на свой титул. Когда он однажды посетил Аргентину и Чили, то был встречен в штыки местными СМИ и получил довольно холодный приём от многих организаций мапуче, хотя и не от всех.

## Правители Араукании
- король Орели (Аврелий) Антуан I (годы правления 1860—1878)

### Титулярные короли и принцы
- Ахилл Лавиард, титулярный король Ахилл I в 1878—1902
- Антуан-Ипполит Крос, титулярный король Антуан II в 1902—1903
- Лаура Тереза Крос, титулярная королева Лаура Тереза I в 1903—1916
- Жак Антуан Бернард, титулярный король Антуан III в 1916—1952
- Филипп Буари, титулярный принц Филипп в 1952—2014
- Жан-Мишель Парасилити ди Пара, титулярный король Антуан IV в 2014[1]—2017
- Фредерик Родригес-Луц, титулярный король Фредерик I с 2017